# Crockett (Texas)
Crockett es una ciudad ubicada en el condado de Houston en el estado estadounidense de Texas. En el Censo de 2010 tenía una población de 6.950 habitantes y una densidad poblacional de 303,11 personas por km².

## Geografía
Crockett se encuentra ubicada en las coordenadas 31°19′2″N 95°27′24″O / 31.31722, -95.45667. Según la Oficina del Censo de los Estados Unidos, Crockett tiene una superficie total de 22.93 km², de la cual 22.92 km² corresponden a tierra firme y (0.02%) 0.01 km² es agua.

## Demografía
Según el censo de 2010, había 6.950 personas residiendo en Crockett. La densidad de población era de 303,11 hab./km². De los 6.950 habitantes, Crockett estaba compuesto por el 46.6% blancos, el 42.98% eran afroamericanos, el 0.42% eran amerindios, el 0.91% eran asiáticos, el 0.01% eran isleños del Pacífico, el 7.67% eran de otras razas y el 1.42% pertenecían a dos o más razas. Del total de la población el 16.22% eran hispanos o latinos de cualquier raza.